# آقای تیز هرزه
آقای تیز هرزه (انگلیسی: The Immoral Mr. Teas) یک فیلم در ژانر کمدی به کارگردانی راس مایر است که در سال ۱۹۵۹ منتشر شد. از بازیگران آن می‌توان به راس مایر اشاره کرد.
پیش از این فیلم، فقط فیلم‌های زیرزمینی پورنوگرافی یا فیلم‌های خاص برهنه‌گرایان بودند که حاوی صحنه‌های برهنگی آشکار بودند. «آقای تیز هرزه» نخستین فیلم غیر زیرزمینی آمریکایی محسوب می‌شود که برهنگی زنانه را بدون آنکه دستاویزش نشان‌دادن برهنه‌گرایی باشد، به‌نمایش می‌گذاشت و نخستین فیلم تجاری موفق بود که سبک برهنگی در فیلم را متداول نمود.